# گلیوبلاستوما
گلیوبلاستوم مولتی‌فرم (به انگلیسی: Glioblastoma multiforme) یا GBM یا گلیوبلاستوما شایعترین تومور بدخیم اولیه سیستم عصبی مرکزی است که در نخاع یا مغز بروز می‌کند. منشأ تومور از سلولهای آستروسیت (نوعی یاخته گلیال) است.

## شیوع
شیوع کلی تومور ۲ تا ۳ نفر در هر صدهزار نفر است. شایعترین محل تومور گلیوبلاستوم مولتی فرم مغز است به خصوص ناحیه فوق چادرینه ای. گلیوبلاستوما ۲۰٪ کل تومورهای داخل جمجمه ای و ۶۰٪ تومورهای آستروسیتی را تشکیل می‌دهد و در مردان بالای شصت سال شایعتر است. این تومور در افراد زیر بیست سال نادر است (۳٪).

## طبقه‌بندی
این تومور سلول‌هایی دارد که بسیار متفاوت با سلول‌های نرمال به نظر می‌آیند. این تومور معمولاً در افراد بالغ بروز می‌کند و بیشتر در مغز تشکیل می‌شود تا در طناب نخاعی. در طبقه‌بندی WHO آستروسیتوما به چهار گروه طبقه‌بندی می‌شود که آستروسیتومای گرید چهار گلیوبلاستوم مولتی فرم است.

## علائم
علائم تومور بستگی به محل آن دارد و شامل سردرد (%۸۷)، تهوع، تشنج، اختلالات اعصاب جمجمه ای، تاری دید، تحریک پذیری، افزایش فشار داخل جمجمه ای، لکوسیتوز نوتروفیلی، کاهش سطح هوشیاری، قرمزی چشم، ورم قوزک پا و … می‌باشد. عوارض تومور گلیوبلاستوما بستگی به محل رشد تومور دارد.

## درمان
درمان اصلی جراحی است با این حال پیش آگهی تومور بد است؛ حتی زمانی که تهاجمی‌ترین نوع درمان که شامل رادیوتراپی، شیمی درمانی و جراحی است استفاده می‌شود. درمان استاندارد برای گلیوبلاستوما مولتی فرم شامل حداکثر برداشتن تومور توسط جراحی و به دنبال آن رادیوتراپی بین ۲ تا ۴ هفته بعد از عمل جراحی برای از بین بردن بقایای تومور است. این برنامه با شیمی درمانی (تموزولاماید و بواسیزامب) ادامه پیدا می‌کند. بیشتر بیماران دارای گلیوبلاستوما برای عوارض بیماری خود کورتیکواستروئید و عموماً دگزامتازون استفاده می‌کنند. درمان‌های آزمایشی شامل گاما نایف، درمان با جذب نوترون بورون و انتقال ژن است.
محققان روش درمانی را برای غلبه برتومورهشت پا (لقبی است که پزشکان به سرطان گلیولاستوما می‌دهند) ارائه کرده‌اند که نتایج آن روی موش‌های آزمایشگاهی امیدبخش بوده‌است.